# Groupe de NGC 5278
Le groupe de NGC 5278 est un trio de galaxies situé dans la constellation de la Grande Ourse. La distance moyenne entre ce groupe et la Voie lactée est d'environ 113,0 Mpc (∼369 millions d'al).

## Membres
Le tableau ci-dessous liste les trois galaxies du groupe indiquées dans l'article d'Abraham Mahtessian paru en 1998.
| Nom      | Class.      | Type           | α (J2000.0)   | δ (J2000.0) | Vitesse radiale (km/s) | m    | Distance (Mpc) | Diamètre (kal) |
| -------- | ----------- | -------------- | ------------- | ----------- | ---------------------- | ---- | -------------- | -------------- |
| NGC 5278 | SA(s)b? pec | Spirale        | 13h 41m 39.6s | 55° 40′ 14″ | 7569 ± 25              | 12,9 | 113,5 ± 8,0    | 151            |
| NGC 5279 | SB(s)a pec  | Spirale barrée | 13h 41m 43.7s | 55° 40′ 26″ | 7580 ± 33              | 14,3 | 113,7 ± 8,0    | 112            |
| UGC 8671 | S?          | Spirale?       | 13h 41m 24.3s | 55° 38′ 35″ | 7443 ± 16              | 13,1 | 111,7 ± 7,8    | 117            |

Le site DeepskyLog permet de trouver aisément les constellations des galaxies mentionnées dans ce tableau ou si elles ne s'y trouvent pas, l'outil du site constellation permet de le faire à l'aide des coordonnées de la galaxie. Sauf indication contraire, les données proviennent du site NASA/IPAC.